# Sandefjord Futsal 2010-2011
Questa voce raccoglie le informazioni riguardanti il Sandefjord Futsal nelle competizioni ufficiali della stagione 2010-2011.

## Stagione
Il Sandefjord ha partecipato alla Futsal Eliteserie 2010-2011, terza edizione del massimo campionato norvegese riconosciuto dalla Norges Fotballforbund. La squadra ha chiuso l'annata al 10º posto finale, peggiorando il 6º posto della stagione precedente e retrocedendo in 1. divisjon.

## Rosa
| N° | Naz.                | Ruolo | Sportivo              | Anno     |  |  |
| -- | ------------------- | ----- | --------------------- | -------- |  |  |
|    | Norvegia (bandiera) | PIV   | Stian Johannessen     | 14.01.82 |  |  |
|    | Norvegia (bandiera) |       | Jon Midttun Lie       | 10.12.80 |  |  |
|    | Norvegia (bandiera) |       | Lars Martin Dag Steen | 10.12.80 |  |  |

## Risultati

### Eliteserie

#### Girone di andata
| Oslo 27 novembre 2010, ore 20:30 1ª giornata | Vegakameratene | 5 – 3 referto | Sandefjord | KFUM-Hallen\| Arbitro: \| Sandberg \| |
| Arbitro:                                     | Sandberg       |               |            |                                       |

| Oslo 27 novembre 2010, ore 13:30 2ª giornata | Sandefjord | 4 – 4 referto | Nidaros | KFUM-Hallen\| Arbitro: \| Ølmheim \| |
| Arbitro:                                     | Ølmheim    |               |         |                                      |

| Oslo 28 novembre 2010, ore 15:15 3ª giornata | KFUM Oslo | 4 – 3 referto | Sandefjord | KFUM-Hallen\| Arbitro: \| Sjelle \| |
| Arbitro:                                     | Sjelle    |               |            |                                     |

| Øystese 4 dicembre 2010, ore 13:00 4ª giornata | Fyllingsdalen | 5 – 4 referto | Sandefjord | Øystese Idrettshall\| Arbitro: \| Pettersen \| |
| Arbitro:                                       | Pettersen     |               |            |                                                |

| Øystese 5 dicembre 2010, ore 12:45 5ª giornata | Holmlia | 3 – 1 referto | Sandefjord | Øystese Idrettshall\| Arbitro: \| Iversen \| |
| Arbitro:                                       | Iversen |               |            |                                              |

| Horten 20 febbraio 2011, ore 14:00 6ª giornata | Horten | 7 – 7 referto | Sandefjord | Holtanhallen\| Arbitro: \| Sjelle \| |
| Arbitro:                                       | Sjelle |               |            |                                      |

| Fyllingsdalen 9 gennaio 2011, ore 11:00 7ª giornata | Øystese  | 7 – 4 referto | Sandefjord | Framohallen B\| Arbitro: \| Grønevik \| |
| Arbitro:                                            | Grønevik |               |            |                                         |

| Oslo 2 marzo 2011, ore 19:30 8ª giornata | Sandefjord   | 4 – 6 referto | Solør | Veitvet Idrettshall\| Arbitro: \| Rafiq (Oslo) \| |
| Arbitro:                                 | Rafiq (Oslo) |               |       |                                                   |

| Fyllingsdalen 8 gennaio 2011, ore 13:45 9ª giornata | Kongsvinger | 4 – 2 referto | Sandefjord | Framohallen A\| Arbitro: \| Pettersen \| |
| Arbitro:                                            | Pettersen   |               |            |                                          |

#### Girone di ritorno
| Oslo 29 gennaio 2011, ore 13:45 10ª giornata | Solør     | 5 – 3 referto | Sandefjord | Oppsal Arena 3\| Arbitro: \| Rønningen \| |
| Arbitro:                                     | Rønningen |               |            |                                           |

| Oslo 30 gennaio 2011, ore 11:00 11ª giornata | Sandefjord | 3 – 4 referto | Øystese | Oppsal Arena 3\| Arbitro: \| Tariq \| |
| Arbitro:                                     | Tariq      |               |         |                                       |

| Oslo 30 gennaio 2011, ore 16:15 12ª giornata | Sandefjord | 7 – 2 referto | Kongsvinger | Oppsal Arena 1\| Arbitro: \| Pedersen \| |
| Arbitro:                                     | Pedersen   |               |             |                                          |

| Sandefjord 12 febbraio 2011, ore 17:30 13ª giornata | Sandefjord | 1 – 3 referto | Fyllingsdalen | Runarhallen\| Arbitro: \| Sandberg \| |
| Arbitro:                                            | Sandberg   |               |               |                                       |

| Sandefjord 27 febbraio 2011, ore 15:00 14ª giornata | Sandefjord | 4 – 5 referto | Holmlia | Runarhallen\| Arbitro: \| Sjelle \| |
| Arbitro:                                            | Sjelle     |               |         |                                     |

| Sandefjord 13 febbraio 2011, ore 16:30 15ª giornata | Sandefjord | 4 – 5 referto | Horten | Runarhallen\| Arbitro: \| Sandberg \| |
| Arbitro:                                            | Sandberg   |               |        |                                       |

| Oslo 26 marzo 2011, ore 11:15 16ª giornata | Nidaros   | 4 – 0 referto | Sandefjord | Ekeberg Idrettshall A\| Arbitro: \| Myklebust \| |
| Arbitro:                                   | Myklebust |               |            |                                                  |

| Oslo 26 marzo 2011, ore 18:00 17ª giornata | Sandefjord     | 4 – 6 referto | KFUM Oslo | Ekeberg Idrettshall C\| Arbitro: \| Steen (Bergen) \| |
| Arbitro:                                   | Steen (Bergen) |               |           |                                                       |

| Oslo 27 marzo 2011, ore 16:30 18ª giornata | Sandefjord | 2 – 10 referto | Vegakameratene | Ekeberg Idrettshall C\| Arbitro: \| Grønevik \| |
| Arbitro:                                   | Grønevik   |                |                |                                                 |